# Туранський сільський округ
Тура́нський сільський округ (каз. Тұран ауылдық округі, рос. Туранский сельский округ) — адміністративна одиниця у складі Шиєлійського району Кизилординської області Казахстану. Адміністративний центр та єдиний населений пункт — село Шегена Кодаманова.
Населення — 3278 осіб (2021; 2742 у 2009, 2789 у 1999, 2168 у 1989).
Станом на 1989 рік існувала Тонкеріська сільська рада (село Тонкеріс). До 2020 року сільський округ називався Тонкеріським.